# Burnt Offerings
 (juin 2017).
Si vous disposez d'ouvrages ou d'articles de référence ou si vous connaissez des sites web de qualité traitant du thème abordé ici, merci de compléter l'article en donnant les références utiles à sa vérifiabilité et en les liant à la section « Notes et références ».
Albums de Iced Earth
Night of the Stormrider
(1991) The Dark Saga
(1996)
Burnt Offerings est le troisième album studio du groupe de thrash metal américain Iced Earth, sorti en 1995.

## Présentation
Sorti le 18 avril 1995, Burnt Offerings est le premier album du groupe depuis Night of the Stormrider (1991), après une pause du groupe durant trois ans.
Pendant ce temps, les membres ont recruté le batteur Rodney Beasley et le chanteur Matthew Barlow, en remplacement de, respectivement, Rick Secchiari et John Greely.
Burnt Offerings est décrit comme le disque le plus lourd et le plus sombre de Iced Earth,. Le guitariste rythmique et le compositeur principal Jon Schaffer ayant déclaré que la lourdeur des chansons résultait de leur frustration face à l'industrie de la musique. La frustration de Schaffer est particulièrement évidente dans la piste titre qui parle des problèmes que le groupe doit supporter pendant son temps d'arrêt.
L'album est également remarquable pour l'une des plus longues chansons que Iced Earth a jamais enregistrées Dante's Inferno. D'une durée de plus de 16 minutes, elle est basée sur l'épopée Enfer (extrait de la Divine Comédie de Dante Alighieri).
Sur le CD original, publié en 1995, Dante's Inferno est divisé en trois parties. Lors des rééditions ultérieures, la chanson est répertoriée comme une piste unique.
L'album commence par une introduction parlée dont les paroles sont extraites du film Dracula de Bram Stoker.
La pochette de couverture de l'édition originale de l'album est aussi un tableau de Gustave Doré, représentation de Lucifer de la Divine Comédie.

## Liste des titres
Toutes les paroles sont écrites par Jon Schaffer, sauf annotation.
| Disque bonus Slave to the Dark - Réédition 2×CD limitée remastérisée et remixée (Allemagne, Century Media, 22 février 2008), | Disque bonus Slave to the Dark - Réédition 2×CD limitée remastérisée et remixée (Allemagne, Century Media, 22 février 2008), | Disque bonus Slave to the Dark - Réédition 2×CD limitée remastérisée et remixée (Allemagne, Century Media, 22 février 2008), | Disque bonus Slave to the Dark - Réédition 2×CD limitée remastérisée et remixée (Allemagne, Century Media, 22 février 2008), | Disque bonus Slave to the Dark - Réédition 2×CD limitée remastérisée et remixée (Allemagne, Century Media, 22 février 2008), | Disque bonus Slave to the Dark - Réédition 2×CD limitée remastérisée et remixée (Allemagne, Century Media, 22 février 2008), | Disque bonus Slave to the Dark - Réédition 2×CD limitée remastérisée et remixée (Allemagne, Century Media, 22 février 2008), | Disque bonus Slave to the Dark - Réédition 2×CD limitée remastérisée et remixée (Allemagne, Century Media, 22 février 2008), | Disque bonus Slave to the Dark - Réédition 2×CD limitée remastérisée et remixée (Allemagne, Century Media, 22 février 2008), | Disque bonus Slave to the Dark - Réédition 2×CD limitée remastérisée et remixée (Allemagne, Century Media, 22 février 2008), |
| No | Titre | Durée | | | | | | | |
| --- | --- | --- | --- | --- | --- | --- | --- | --- | --- |
| 1. | Burnt Offerings (Rough Mix)                                                                                                  | 7:22 | | | | | | | |
| 2. | Last December (Rough Mix) | 3:23 | | | | | | | |
| 3. | Diary (Rough Mix) | 6:14 | | | | | | | |
| 4. | Brainwashed (Rough Mix) | 5:22 | | | | | | | |
| 5. | Burning Oasis (Rough Mix) | 5:59 | | | | | | | |
| 6. | Creator Failure (Rough Mix)                                                                                                  | 6:01 | | | | | | | |
| 7. | The Pierced Spirit (Rough Mix)                                                                                               | 1:53 | | | | | | | |
| 8. | Dante's Inferno (Rough Mix)                                                                                                  | 16:26 | | | | | | | |
| 52:46 | | | | | | | | | |

## Crédits

### Membres du groupe
- Jon Schaffer : guitare rythmique, chant
- Randall Shawver : guitare (lead)
- Matthew Barlow : chant (lead)
- Dave Abell : basse
- Rodney Beasley : batterie

Musicien additionnel
- Howard Helm : claviers

### Équipes technique et production
- Production : Jon Schaffer, Tom Morris
- Ingénierie : Tom Morris
- Design (logo Iced Earth) : Jon Schaffer